# Bazoches-sur-Hoëne
Bazoches-sur-Hoëne é uma comuna francesa na região administrativa da Normandia, no departamento Orne. Estende-se por uma área de 21,38 km². Em 2010 a comuna tinha 873 habitantes (densidade: 40,8 hab./km²).